# あゝ野麦峠

野麦峠に置かれている像

『あゝ野麦峠』（ああのむぎとうげ）とは、山本茂実が1968年に発表したノンフィクション文学。副題は「ある製糸工女哀史」。
初版は朝日新聞社刊。1972年に新版が刊行されている。

## 概要
明治から大正にかけて、岐阜県飛騨地方の農家の娘（多くは10代）たちが、野麦峠を越えて長野県の諏訪、岡谷の製糸工場へ働きに出た。吹雪の中を危険な峠雪道を越え、懸命に就業した。大日本帝国の富国強兵の国策において、有力な輸出貿易品であった生糸の生産を支えた女性たちの姿を伝えた。
製糸工場が最も過酷だったとされる明治40年代を中心に取り上げている。山本は執筆に当たり数百人の女工・工場関係者からの聞き取りを行っている。
書籍出版後、高等学校国語教科書（角川書店）で取り上げられ、彫刻家の佐藤忠良の絵による絵本（ポプラ社）も出版された。また劇団民藝によって舞台化され日本全国で公演も行われた。
1979年6月に映画化され、野麦峠には1991年に野麦峠の歴史を紹介する資料館「野麦峠の館」が開館した。映画では過酷な環境にスポットが当てられたが、資料館ではより多面的に、勤続10年で長野県生糸同業組合連合会から送られた感謝状、岡谷の写真館での集合写真、青年が工女に宛てて書いた恋文等も展示された。しかし、資料館は老朽化等により2022年3月末に閉館することになり、資料の一部は隣接する観光施設「お助け小屋」に移して展示されることになった。

## 書籍（原作）の内容
映画では上映時間の関係上、飛騨からの出稼ぎ女工の悲惨な面を強調して描かれているが、原作では、工女の賃金にばらつきがあったことや、「我が家は貧乏だったので、工女に行けなかった」「実家の農家で働いていた方がきつかった」といった、複雑な背景も描かれている。
そのほか、気温40度にのぼる劣悪な職場環境で1日に15時間以上働き、結核が蔓延するなど、感染症対策や公衆衛生、社会保障が充実していなかった当時の労働事情や、糸値に翻弄される製糸家の厳しい実情などにも言及し、詳細な聞き取り調査のもと、日本の貧しく苦しい時代を懸命に生き抜いた人々を、その時代背景と共に浮き彫りにするように描かれている点が、多くの読者に評価されている。

## 道のり

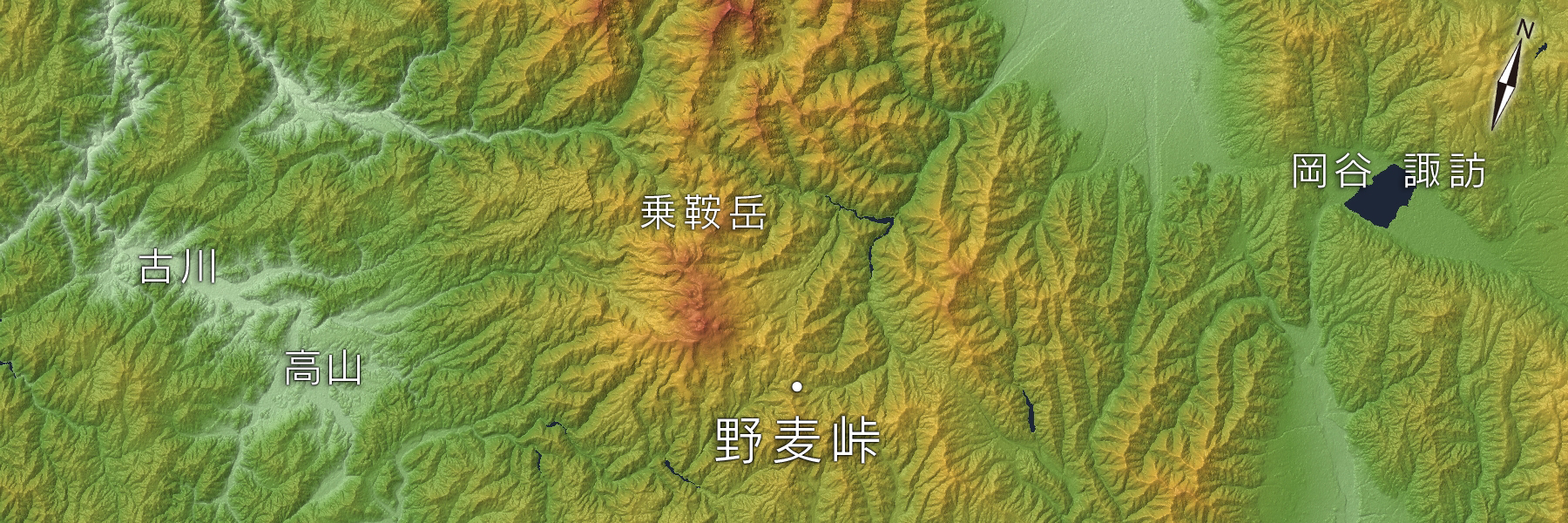
野麦峠周辺の地形図。小説の道のりでは、右上の松本盆地を経由する。

## 映像化作品

### 映画
- あゝ野麦峠
- あゝ野麦峠 新緑篇

### テレビドラマ
「あゝ野麦峠」
1980年4月1日から5月27日まで、TBS系列で放送。全9話。放送時間は、火曜 21:00 - 21:55。

#### スタッフ
- 脚本：佐々木守、石井君子、古田求
- 演出：森川時久
- 主題歌：小椋佳「想い出して下さい」
- 製作：東京映画、TBS

#### 出演者
出演者参照：『福島民報』1980年4月1日 - 5月27日付朝刊、テレビ欄。
- 女工・ヨシ：森下愛子
- 女工・チカ：西崎みどり
- 女工・アキ：音無真喜子
- 女工・キク（ヨシの妹）：山添三千代
- 女工・スズ：戸川京子
- 女工・みね：熊谷真実（第1話・第2話）
- 女工・さと：横部薫
- 女工・スエ：坂井孝子
- 検番見習い・勤（久太郎の甥）：永島敏行
- 検番見習い・清太郎：山田隆夫
- 検番・早瀬：蟹江敬三
- 監督人・ぬい：中原早苗
- 工場主・山田久太郎：小池朝雄
- さわ：中原ひとみ
- 久太郎の娘・恵子：山本由香利（第5話）
- アキと同郷の青年・作治：三ツ木清隆（第6話）
- 佐伯医師：佐藤英夫（第8話）
- 工場主の息子・九一郎：佐久間宏則（第9話）
- 江藤潤
- 鈴木光枝

#### サブタイトル
| 話数 | 放送日        | サブタイトル         |
| ---- | ------------- | -------------------- |
| 1    | 1980年 4月1日 | 桃割れは吹雪をついて |
| 2    | 4月8日        | 母マの飛騨がみえる   |
| 3    | 4月15日       | 九歳の新工           |
| 4    | 4月22日       | 母恋しさに峠を越えて |
| 5    | 4月29日       | 勤さ・あんたが好きだ |
| 6    | 5月6日        | 一日だけの青春       |
| 7    | 5月13日       | 旅芸人に母をみた     |
| 8    | 5月20日       | 姉と妹の細い糸       |
| 9    | 5月27日       | 野産み峠に光る雪     |

| TBS 火曜21時枠  | TBS 火曜21時枠 | TBS 火曜21時枠 |
| 前番組          | 番組名         | 次番組         |
| --------------- | -------------- | -------------- |
| 三男三女婿一匹3 | あゝ野麦峠     | 夜明けのタンゴ |

## バレエ
- [あゝ野麦峠]

作曲 : 藤掛廣幸